# 弗林德斯山
69°21′S 66°40′W / 69.350°S 66.667°W
弗林德斯山是南極洲的山峰，位於帕爾默地，處於布里斯特利峰西端，海拔高度960米，以英國的航海家命名，現時由南極條約體系管理。